# بيل موران (لاعب كرة قاعدة)
بيل موران (بالإنجليزية: Bill Moran)‏ هو لاعب كرة قاعدة أمريكي، ولد في 26 سبتمبر 1950 في بورتسموث في الولايات المتحدة.

## وصلات خارجية
- بيل موران (لاعب كرة قاعدة) على موقع دوري كرة القاعدة الرئيسي (الإنجليزية)
- بيل موران (لاعب كرة قاعدة) على موقعبيزبول رفرنس.كوم (الدوري الرئيسي) (الإنجليزية)
- بيل موران (لاعب كرة قاعدة) على موقعبيزبول رفرنس.كوم (الدوري الثانوي) (الإنجليزية)
- بيل موران (لاعب كرة قاعدة) على موقع إي إس بي إن.كوم (أم.أل.بي) (الإنجليزية)